# Битва біля річки Супій
Битва біля річки Супій — битва 8 серпня 1135 року, в якому київський князь та його союзники були розбиті Ольговичами й половцями.

## Передісторія
У 1132 році стався розрив молодших Мономаховичів з племінниками, Мстиславичами, коли Ізяслав Мстиславич був двічі вигнаний з княжих столів В'ячеславом Володимировичем, а Всеволод Мстиславич — Юрієм Володимировичем.
Причиною розриву між київським Ярополком і Всеволодом Ольговичем літопис називає те, що Ярополк віддав Переяславль Юрію Долгорукому, після того, як В'ячеслав пішов з нього до Турова.
Ярополк, Юрій та Андрій вторглися в околиці Чернігова, попалили села і обложили місто. Відомо про вилазки, розпочатої Всеволодом. Після декількох днів облоги союзники покинули Чернігівське князівство і розпустили війська, не закріпивши успіх якою-небудь мирною угодою. Між тим на допомогу Всеволоду прийшли половці, змінивши співвідношення сил, і Всеволод перейшов у наступ. Розоривши частину переяславських земель, він 30 листопада спалив Городець-Остерський. Простоявши три дні на протилежному Києву боці Дніпра, Всеволод повернувся до Чернігова, звідки надіслав вимогу, що наш батько тримав при вашому батьку, того ж і ми хочемо (йшлося про Курськ, відданій Всеволодом Мстиславу Великому в 1127 році за невтручання у боротьбу за владу в Чернігові). Також Ольговичі звинувачували Мономаховичів у будь-якому наступному кровопролитті і нагадували, що ви першими почали нас губити.
Взимку відбувся новий збір київських і переяславських військ та похід новгородців з Мстиславичами у поволзькі володіння Юрія Долгорукого. Ярополк і Всеволод уклали мир, за яким Волинське князівство отримав Ізяслав Мстиславич (Андрій Добрий був переведений до Переяславля), але вже влітку того ж 1135 року Всеволод обложив Переяслав.

## Хід подій
Ярополк з братами вивів війська у верхів'я річки Супій. За даними літопису, Володимировичі переоцінили свої сили і воювали з ворогом ще до повного зосередження і оснащення своїх військ. Вдалося досягти певного успіху: старша дружина перекинула половців і почала їх переслідувати. Тим часом інші війська не змогли протистояти Ольговичам і відступили, стяг був захоплений Ольговичами.
Бояри, що повернулися з переслідування стали збиратися під піднятий противником стяг Ярополка і у великій кількості потрапили до полону, включаючи тисяцького. Серед загиблих був Василько, син Леона і дочки Володимира Мономаха.

## Підсумки
Після перемоги Всеволод став навпроти Вишгорода в межиріччі Дніпра і Десни і стояв сім днів. Ярополк збирав у Києві нове військо і не поступався вимогам Всеволода. Тоді той перейшов Дніпро і став спустошувати околиці Трипілля, Красна, Василькова, Білгорода-Київського. Ярополк вивів проти нього військо, але не зважився атакувати і 12 січня 1136 року віддав Ольговичам Курськ.